# Organización Internacional para las Migraciones
La Organización Internacional para las Migraciones (OIM) es una organización intergubernamental fundada en 1951 y que se ocupa de la problemática de las migraciones. Con sede en Ginebra, cuenta con oficinas locales en más de 100 países. Se trata de una organización creada por tratado por los Estados soberanos, y desde septiembre de 2016 está asociada a las Naciones Unidas. 
En la actualidad, los Estados miembros son 174 y 8 son observadores, con la adición de 76 organizaciones intergubernamentales y no gubernamentales. La OIM cuenta con una estructura flexible y tiene más de 440 oficinas en 150 países.

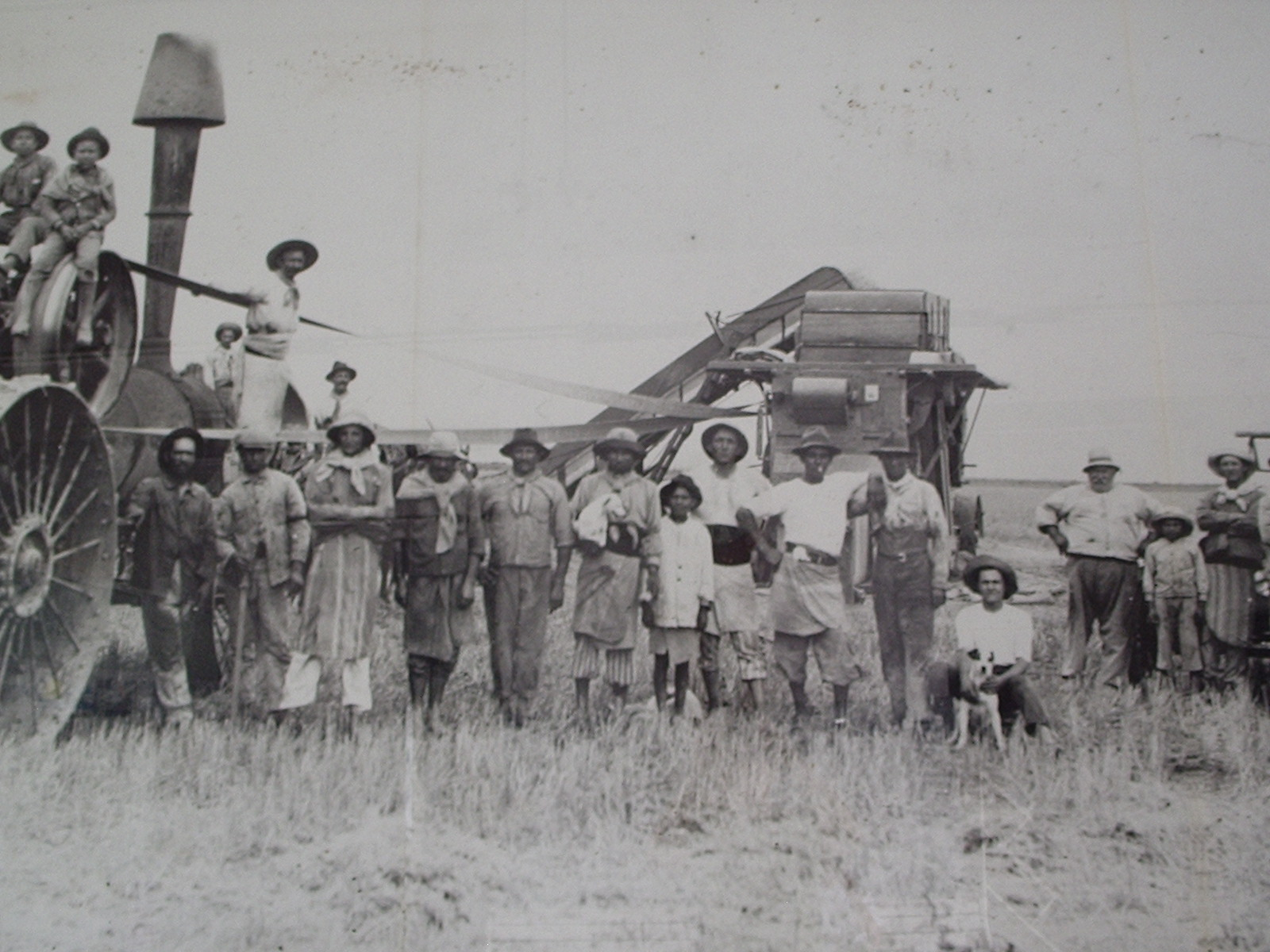
Inmigrantes, Carlos Pellegrini Santa Fe (Argentina).

La OIM es el principal organismo en el ámbito de la migración, y trabaja para ayudar a garantizar una gestión ordenada y humana de la migración, promover la cooperación internacional en la materia, ayudar en la búsqueda de soluciones prácticas a sus problemas y proporcionar asistencia humanitaria a los migrantes que la necesiten, ya sean refugiados, personas desplazadas u otro tipo de personas desarraigadas.
La Constitución de la OIM reconoce explícitamente el vínculo entre migración y desarrollo económico, social y cultural, así como al derecho de libertad de circulación de personas.

## Historia

Países miembros de la OIM (abril de 2019)
Miembros.
No miembros.
Observadores.

La OIM nació como el Comité Intergubernamental Provisional para los Movimientos Migratorios de Europa (PICMME, por sus siglas en inglés), en 1951, durante el caos en Europa Occidental tras la Segunda Guerra Mundial.
Fue creado para ayudar a los gobiernos europeos a organizar el reasentamiento de las aproximadamente 11 millones de personas desarraigadas por la guerra, encargándose del transporte de casi un millón de migrantes durante la década de 1950.
Una sucesión de cambios de nombre desde PICMME al Comité Intergubernamental para las Migraciones Europeas (CIME) en 1952, al Comité Intergubernamental para las Migraciones (CIM) en 1980, y finalmente a la Organización Internacional para las Migraciones (OIM) en 1989, refleja la transición de la organización durante medio siglo, pasando de un simple comité europeo de logística a una agencia internacional sobre migración. 
Desde sus raíces como una agencia de operaciones logísticas, ha ampliado su ámbito para convertirse en el principal organismo internacional que trabaja con los gobiernos y la sociedad civil para avanzar en la comprensión de las cuestiones migratorias, alentar el desarrollo social y económico a través de la migración, y defender la dignidad y el bienestar humano de los migrantes.

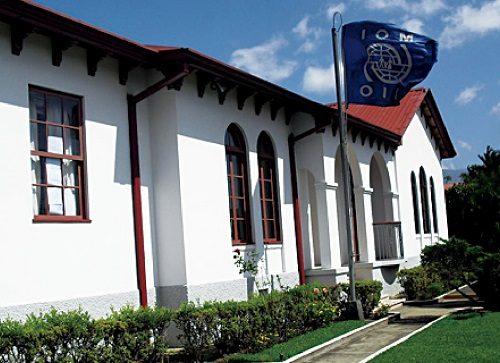
La Oficina Regional para Centroamérica, Norteamérica y el Caribe de OIM está localizada en San José, Costa Rica

El ámbito más amplio de actividades, fue acompañado por una rápida expansión de su estructura. De ser una agencia relativamente pequeña, actualmente trabaja con un presupuesto operativo anual de cerca de mil millones de dólares, y cuenta con una plantilla de 5.400 funcionarios que trabajan en 150 países.
La OIM se ha convertido en el punto de referencia en el acalorado debate global sobre las implicaciones sociales, económicas y políticas de la migración en el siglo XXI.
Actualmente, la OIM cuenta con 155 Estados miembros. Once Estados gozan del estatus de observador al igual que diversas organizaciones internacionales y no gubernamentales.

## Misión
Desde su creación la OIM ha operado bajo el principio de que la migración, en forma ordenada y en condiciones humanas, beneficia a los migrantes y a la sociedad.
En su calidad de principal organización internacional para las migraciones, la OIM trabaja con sus asociados de la comunidad internacional para:
- Ayudar a encarar los crecientes desafíos que plantea la gestión de la migración a nivel operativo.
- Fomentar la comprensión de las cuestiones migratorias.
- Alentar el desarrollo social y económico a través de la migración.
- Velar por el respeto de la dignidad humana y el bienestar de los migrantes.

## Estructura
La OIM cuenta con una estructura altamente descentralizada. Esto le ha permitido adquirir la capacidad para ejecutar un número cada vez mayor de distintos proyectos a petición de sus Estados miembros. Desde el 1 de julio de 2011, la estructura global de la OIM comprende:
- Nueve Oficinas Regionales, encargadas principalmente de formular estrategias y planes de acción regionales y de prestar apoyo programático y administrativo a los países de sus regiones. Estas Oficinas Regionales están localizadas en Dakar (Senegal), Pretoria (Sudáfrica), Nairobi (Kenia), El Cairo (Egipto), San José (Costa Rica), Buenos Aires (Argentina), Bangkok (Tailandia), Bruselas (Bélgica) y Viena (Austria).
- Dos Oficinas Especiales de Enlace, cuyas responsabilidades principales consisten en fortalecer las relaciones con ciertos órganos multilaterales, misiones diplomáticas y organizaciones no gubernamentales. Estas Oficinas están localizadas en Nueva York (Estados Unidos de América) y Addis Abeba (Etiopía).
- Dos Centros Administrativos, localizados en Manila (Filipinas) y Ciudad de Panamá (Panamá), cuyas responsabilidades principales consisten en prestar apoyo básico a la red de oficinas de la OIM en esferas de tecnología de la información y servicios administrativos.
- Más de 240 oficinas y sub-oficinas en países de todo el mundo, cuyas responsabilidades principales consisten en analizar las cuestiones migratorias nacionales y las tendencias emergentes, así como planificar, desarrollar y ejecutar proyectos y programas en respuesta a las cuestiones y tendencias antedichas.
- Cinco oficinas con funciones de coordinación que tienen la responsabilidad adicional de asegurar que las realidades migratorias de un grupo definido de países se tengan en cuenta en las actividades programáticas de la región. Las Oficinas en países con funciones de coordinación están localizadas en Canberra (Australia) (que abarca el Pacífico), Roma (Italia) (que abarca el Mediterráneo), Astaná (Kazajistán) (que abarca Asia Central), Georgetown (Guyana) (que abarca el Caribe). En la Oficina Regional en Bangkok, Tailandia también existe una función de coordinación para el grupo de países de Asia Meridional.
- Además, hay cuatro oficinas en Países con funciones de movilización de recursos que tienen funciones de movilización de recursos como responsabilidad adicional, lo que significa prestar asistencia en actividades de recaudación de fondos y asesorar sobre políticas, prioridades y procedimientos de recaudación de fondos. Estas Oficinas en Países con funciones de movilización de recursos están localizadas en Tokio (Japón), Berlín (Alemania), Helsinki (Finlandia) y Washington D. C. (Estados Unidos de América).

## Mandato
El mandato global de la organización incluye la asistencia a los migrantes, incluidos los trabajadores migrantes, los refugiados y los desplazados internos. Este amplio mandato de la organización le ha valido elogios por su flexibilidad en situaciones de crisis, pero también críticas por su responsabilidad jurídica en cuestiones de protección.  Debido a mandatos complementarios, la OIM coopera a menudo con el ACNUR. 

Por ejemplo, la OIM coordina el trabajo en respuesta a la situación en Venezuela a través de la Oficina del Enviado Especial del Director General de la Organización Internacional para las Migraciones para la respuesta regional a la situación en Venezuela, que trabaja con el ACNUR y 17 países de América del Sur, América Central y el Caribe. Según la Oficina de las Naciones Unidas para la Coordinación de Asuntos Humanitarios (OCHA), la OIM es uno de los actores centrales de la ayuda humanitaria dentro del sistema de las Naciones Unidas, especialmente en el contexto de los desplazamientos. Las principales medidas de ayuda de la OIM incluyen el refugio, la protección, la prestación de atención médica y sanitaria básica, la seguridad de la vida, la coordinación, las telecomunicaciones y la logística. Siguiendo instrucciones del Coordinador del Socorro de Emergencia de las Naciones Unidas, la OIM, junto con el ACNUR, es la principal responsable de la coordinación y gestión de los campamentos en situaciones de emergencia humanitaria.  La organización también se dedica a la estabilización, la consolidación de la paz y el desarrollo en el contexto de la migración.

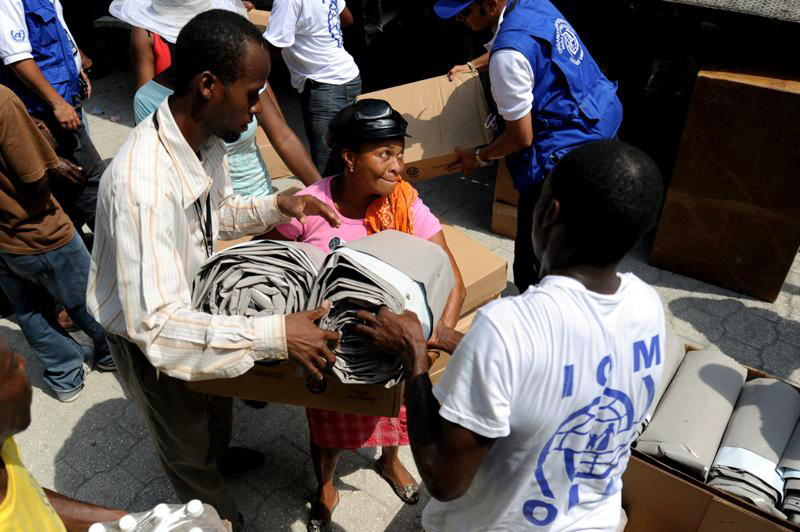
Desplazados internos reciben ayuda humanitaria tras un terremoto en Puerto Príncipe, Haití.
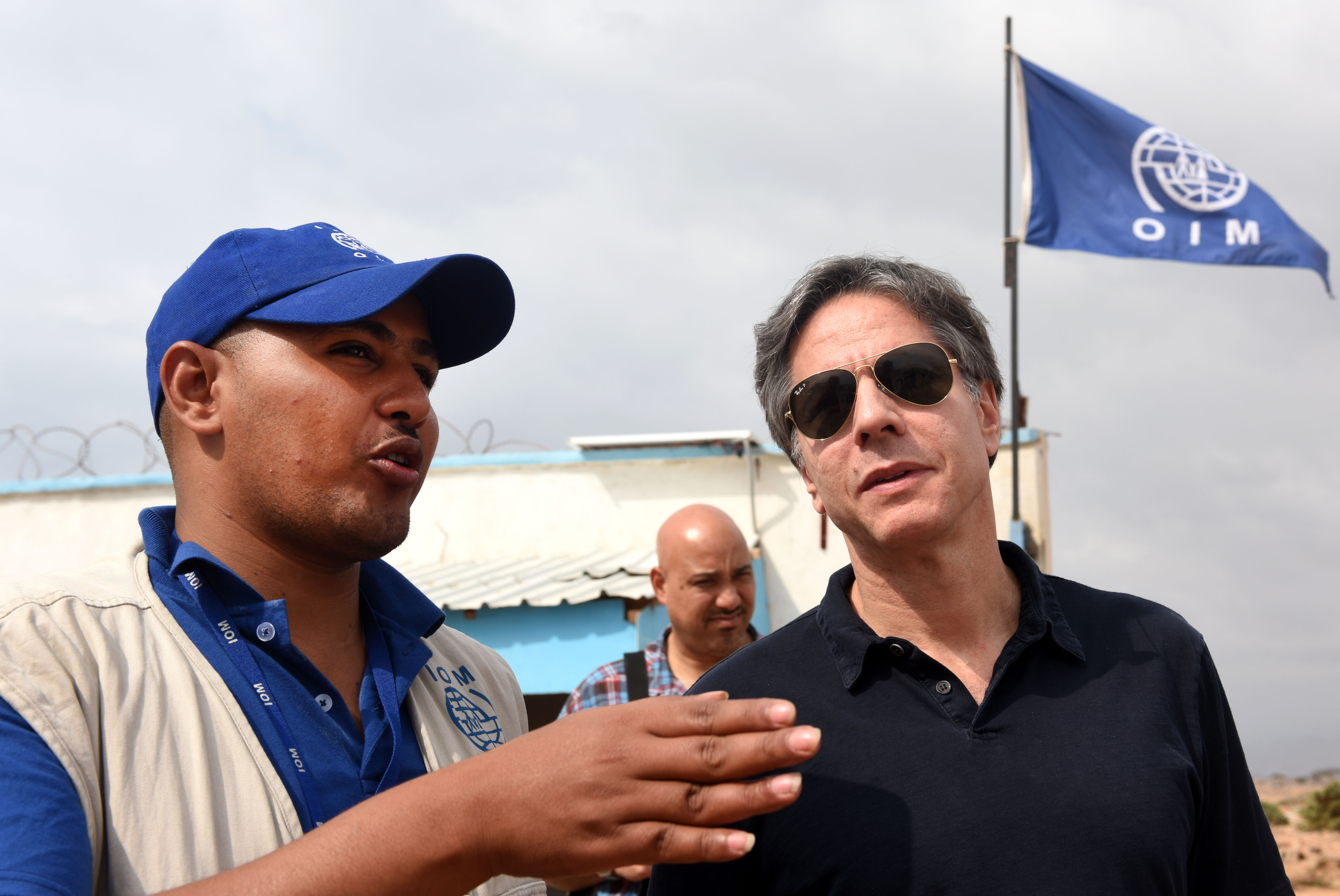
El Secretario de Estado Blinken durante una misión de la OIM en Obock, Djibouti.

## Estados miembros y estados observadores

### Estados miembros
Hay 173 Estados miembros a abril de 2019:
- Afganistán
- Albania
- Alemania
- Angola
- Antigua y Barbuda
- Argelia
- Argentina
- Armenia
- Australia
- Austria
- Azerbaiyán
- Bahamas
- Bangladés
- Bielorrusia
- Bélgica
- Belice
- Benín
- Bolivia
- Bosnia y Herzegovina
- Botsuana
- Brasil
- Bulgaria
- Burkina Faso
- Burundi
- Cabo Verde
- Camboya
- Camerún
- Canadá
- Chad
- Chile
- China
- Chipre
- Colombia
- Comoras
- Costa Rica
- Costa de Marfil
- Croacia
- Cuba
- Dinamarca
- Yibuti
- Dominica
- Ecuador
- Egipto
- El Salvador
- Eritrea
- Eslovaquia
- Eslovenia
- España
- Estados Unidos
- Estonia
- Etiopía
- Macedonia del Norte
- Fiyi
- Filipinas
- Finlandia
- Francia
- Gabón
- Gambia
- Georgia
- Ghana
- Granada
- Grecia
- Guatemala
- Guinea
- Guinea-Bisáu
- Guyana
- Haití
- Honduras
- Hungría
- India
- Irán
- Irlanda
- Islandia
- Islas Marshall
- Islas Salomón
- Israel
- Italia
- Jamaica
- Japón
- Jordania
- Kazajistán
- Kenia
- Kirguistán
- Kiribati
- Islas Cook
- Lesoto
- Letonia
- Liberia
- Libia
- Lituania
- Luxemburgo
- Madagascar
- Malaui
- Maldivas
- Mali
- Malta
- Marruecos
- Mauricio
- Mauritania
- México
- Micronesia
- Mongolia
- Montenegro
- Mozambique
- Birmania
- Namibia
- Nauru
- Nepal
- Nicaragua
- Níger
- Nigeria
- Noruega
- Nueva Zelanda
- Países Bajos
- Pakistán
- Palaos
- Panamá
- Papúa Nueva Guinea
- Paraguay
- Perú
- Polonia
- Portugal
- Reino Unido
- República Centroafricana
- República Checa
- Corea del Sur
- Moldavia
- República del Congo
- República Democrática del Congo
- Laos
- República Dominicana
- Tanzania
- Rumania
- Ruanda
- San Cristóbal y Nieves
- Samoa
- San Vicente y las Granadinas
- Santa Lucía
- Santa Sede
- Santo Tomé y Príncipe
- Senegal
- Serbia
- Seychelles
- Sierra Leona
- Somalia
- Sri Lanka
- Sudáfrica
- Sudán
- Sudán del Sur
- Suecia
- Suiza
- Surinam
- Suazilandia
- Tailandia
- Tayikistán
- Timor Oriental
- Togo
- Tonga
- Trinidad y Tobago
- Túnez
- Turkmenistán
- Turquía
- Tuvalu
- Ucrania
- Uganda
- Uruguay
- Vanuatu
- Venezuela
- Vietnam
- Yemen
- Zambia
- Zimbabue

- Datos actualizados al 18 de marzo de 2019 (UTC) Fuente: OIM

### Estados observadores
- Arabia Saudita
- Baréin
- Bután
- Rusia
- Indonesia
- Kuwait
- Catar
- San Marino

- Datos actualizados al 23 de febrero de 2018 (UTC) Fuente: OIM Archivado el 10 de abril de 2018 en Wayback Machine.

## Críticas

### 2003 Amnistía y Human Rights Watch
En 2003, tanto Amnistía Internacional como Human Rights Watch criticaron el papel de la OIM en la «Solución Pacífica» del gobierno australiano, consistente en trasladar a los solicitantes de asilo a centros de detención extraterritoriales. Human Rights Watch criticó a la OIM por gestionar el Centro Regional de Procesamiento de Manus y el centro de procesamiento de Nauru a pesar de no tener un mandato de protección de refugiados.  Human Rights Watch criticó a la OIM por participar en «detenciones arbitrarias» y por denegar a los solicitantes de asilo el acceso a asesoramiento jurídico.  Human Rights Watch instó a la OIM a poner fin al funcionamiento de los centros de tramitación, que calificó de «centros de detención», y a entregar la gestión de los centros al Alto Comisionado de las Naciones Unidas para los Refugiados.
Amnistía Internacional expresó su preocupación por el hecho de que la OIM emprendiera acciones en nombre de gobiernos que afectaban negativamente a los derechos humanos de solicitantes de asilo, refugiados y migrantes. Amnistía Internacional citó el ejemplo de catorce kurdos en Indonesia que fueron expulsados de aguas australianas por las autoridades australianas y reubicados en Indonesia. Amnistía Internacional pidió garantías de que la OIM respetaría el principio de no devolución. 

### 2022 Consejo de Refugiados de Australia
En 2022, los investigadores Asher Hirsch y Cameron Doig describieron en The Globe and Mail el papel desempeñado por la OIM en el alojamiento de refugiados en Indonesia, calificándolo de «barniz humanitario mientras lleva a cabo actividades que violan los derechos en nombre de las naciones occidentales». 
El Consejo de Refugiados de Australia describió el alojamiento comunitario gestionado por la OIM, con financiación del gobierno australiano, como «condiciones inhumanas, confinamiento en solitario, falta de artículos de primera necesidad y de atención médica, abusos físicos y sexuales, y grave hacinamiento». Rohingya John Joniad describió el alojamiento como una «prisión abierta».